# Al Hussein
Al Hussein lub al-Husayn (arab. الحسين , pol. al. Husejn) – iracki pocisk balistyczny opracowany pod koniec lat 80. XX wieku na podstawie radzieckiego pocisku R-17 (w kodzie NATO SCUD-B).

## Historia
Początki Al Husseina sięgają pierwszych etapów wojny z Iranem. Irak był pierwszym wojującym, który użył rakiet balistycznych dalekiego zasięgu podczas wojny iracko-irańskiej, wystrzeliwując ograniczoną liczbę 9k52 Łuna NATO (FROG-7) w miastach Dezful i Ahwaz. Iran odpowiedział R-17 (SCUD-B) uzyskanymi z Libii. Te pociski mogą trafić w cel oddalony o 298 kilometrów (185 mil) dlatego kluczowe miasta Irackie, takie jak As-Sulajmanijja, Kirkuk i stolica, Bagdad, znalazły się w zasięgu Irańskich pocisków balistycznych.
Irak również miał R-17 (SCUD-B), lecz pociski te nie były w stanie uderzyć w główne irańskie centra przemysłowe (i pozwoliłyby zadać poważniejsze straty Iranowi), w tym stolicę, Teheran, ponieważ irańskie miasta były oddalone powyżej 480 km (300 mil). Iraccy naukowcy zostali skierowani do inżynierii wstecznej radzieckich pocisków (R 17) w celu krótkoterminowego zwiększenia zasięgu i ładowności. Długofalowym celem było opracowanie całkowicie lokalnie Irackiego systemu rakietowego. I choć ten ostatni cel ostatecznie się nie powiódł, wiedza zdobyta w procesie inżynierii wstecznej pozwoliła Irakijczykom zmodyfikować R-17. W latach 1988–1990 Irakijczycy poczynili duże postępy w swoim lokalnym programie rakietowym aby przezwyciężyć irańską przewagę rakietową. Iraccy inżynierowie najwyraźniej polegając w dużej mierze na zagranicznej pomocy technicznej i sprzęcie opracowali program koncentrujący się na ulepszeniu działania R-17 (SCUD-B) do serii pocisków balistycznych o zasięgu przekraczającym 800 kilometrów.
Miejsce montażu znajdowało się w pobliżu At-Tadżii. Wynikiem tego programu był nowy pocisk Al-Hussein (w ramach projektu Projekt 1728) i jego ulepszona wersja Al Abba. Al-Hussein miał zasięg od 600–650 km (około 400 mil) i pozwolił armii Iraku na atak w głęboko położone irańskie cele strategiczne (miasta, bazy wojskowe, lotniska i fabryki).

## Prace nad pociskiem
Pełne udokumentowanie programu rakietowego Iraku (w tym Al Hussein) okazało się trudnym zadaniem z różnych powodów. Przede wszystkim dobrze znana niechęć Iraku do przestrzegania ustaleń ONZ po 1 wojnie w zatoce perskiej, a ponadto początkowe partie informacji dostarczone przez Irak zostały opisane jako „mylące, wprowadzające w błąd lub niedokładne”, co utrudnia precyzyjne opisanie.
Program taktycznych pocisków balistycznych w Iraku był początkowo skoncentrowany na ulepszeniu R-17 z głowicą 8K14 (znaną w kodzie NATO jako SS-1c). Iraccy naukowcy zaczęli od inżynierii wstecznej R-17. W szczególności Irak zdobył wiedzę specjalistyczną w zakresie systemów napędowych pocisków i materiałów pędnych, technologii naprowadzania na cel i systemów sterowania, produkcji płatów oraz nabył sprzęt do precyzyjnej obróbki. Wysiłki obejmowały zakup zaawansowanych maszyn i technologii produkcyjnych, a także zakup od różnych dostawców komponentów do systemów rakietowych.
Pocisk został zmodyfikowany poprzez zmniejszenie wagi oryginalnej głowicy z 945 kg do 500 kg i zwiększenie pojemności paliwa. Irakijczycy rozszerzyli również szynę nośną produkowanego przez Sowietów MAZ-543, aby dopasować ją do dłuższych pocisków budowanych lokalnie. Jednostką odpowiedzialną za utrzymanie i eksploatację nowych pocisków była początkowo Brygada 224, utworzona w 1976 roku, oddelegowana do obsługiwania R-17 importowanych z ZSRR od 1972 roku.Głowica Al-Hussein była wyposażona w ładunek: konwencjonalny (wybuchowy), chemiczny, biologiczny i nuklearny. Według raportów inspektorów ONZ Irakijczycy byli w stanie wyprodukować wszystkie główne elementy systemu do 1991 roku.
Al-Hussein miał 12,46 lub 11,50 metra długości i średnicę 0,88 m. Prowadzenie było bezwładne, bez fazy końcowej. Wysokość, na której spłonął silnik, wynosiła 50 km, a najwyższa wysokość trajektorii (apogeum) – 151 km. Prawdopodobnego błędu kołowego, czyli dokładność uderzenia (obszar precyzyjnego uderzenie w cel), została oszacowana w promieniu 1000 metrów (koło o średnicy 2km), a waga wystrzelonego pocisku wyniosła 6400 kg. Irak zobowiązał się do produkcji tych pocisków miejscowo, na lokalny rynek.
W 1988 roku Irak zainicjował opracowanie systemu odzyskiwania spadochronu dla głowicy rakietowej Al Hussein. Program trwał do 1990 roku. Na początku 1990 roku Irak zwrócił się do co najmniej trzech różnych firm o opracowanie oraz produkcję i dostawę systemu do produkcji Al Hussein, ale ich nie dostał.
Plany Iraku odnośnie do produkcji Al Husseina były skierowane ku wyprodukowaniu 200 pocisków, ale jego ostatecznym celem było wyprodukowanie 1000 pocisków głównie na eksport. Irak, do kwietnia 1991 roku poczynił znaczące postępy w lokalnych wysiłkach produkcyjnych. Irak z powodzeniem wyprodukował i przetestował praktycznie wszystkie główne elementy swoich rodzimych pocisków Al Hussein, z wyjątkiem żyroskopów (których problemu nie potrafiono rozwiązać). Irak miał kontrakty na zagraniczne zamówienia na żyroskopy, do ostatniego kwartału 1995 r.
Irak przeprowadził 12 testów statycznych i 4 testy w locie lokalnie produkowanych silników. Kilka z tych testów zakończyło się powodzeniem. W 1989 roku utworzono drugą brygadę wojskową, 223, wyposażoną w 4 lokalnie opracowane wyrzutnie osadzone na przyczepach, znane jako Al-Nida. Istniała również druga miejscowa wyrzutnia, Al-Waleed, ale najwyraźniej nigdy nie zaczęła działać. Irak zbudował sześć stacjonarnych wyrzutni rakiet dla swoich pocisków Al Hussein na lotnisku H-2 w zachodnim Iraku, nieopodal granicy z Jordanią.

## Użycie bojowe

### Wojna Iracko-Irańska
W latach 1987–1988 wystrzelono do 200 pocisków przeciwko Iranowi, zabijając około 2000 osób. Celami były Teheran, Kom i Isfahan. Ich niska celność, nie były przeważnie skuteczna w prowadzeniu dużej kampanii przeciwko wrogowi (Iranowi).
Z broni strategicznej, stworzyła się w zasadzie broń terroru, powodująca emigrację tysięcy cywilów, skazując ich w ten sposób na uchodźstwo z głównych Irańskich miast.
Ta wymiana pocisków balistycznych była znana jako „wojna miast”. Kampania na pełną skalę trwała od 29 lutego 1988 roku. Do czasu uzgodnienia przez obie strony rozejmu 20 kwietnia 1988 roku. Irak, który szukał jakiegoś kompromisowego gestu ze strony Iranu, przeto Irak jest w dużej mierze postrzegany przez niektórych autorów jako „zwycięzca”.
Według źródeł irańskich kadłub i głowica bojowa miały skłonność do rozpadania się na fragmenty podczas ponownego wchodzenia w atmosferę. Zjawisko to stanowiło później przewagę dla  pocisku Patriot podczas wojny w Zatoce Perskiej w 1991 roku.

### I wojna w Zatoce Perskiej
Po wojnie z Iranem (1980–1988), która zakończyła się rozejmem, gospodarka Iraku poważnie ucierpiała w wyniku 8 letniej wojny. Po zakończeniu działań wojennych z Iranem stosunki Iraku z zachodem stały się bardziej napięte, z powodu ponad 80-miliardowego długu który były nie do zwrócenia. 1 sekretarz Iraku Saddam Husajn, żeby spłacić dług zaplanował atak na Kuwejt (który posiadał więcej ropy od Iraku i miał część jego zadłużenia), powoływał się na historyczne zaszłości między Kuwejtem a Irakiem.
Podczas operacji Pustynna Burza w 1991 roku Saddam Hussein użył taktyczne pociski balistyczne krótkiego zasięgu (SRBM) przeciwko różnym celom strategicznym.
Czterdzieści sześć pocisków Al Hussein zostało wystrzelonych w Arabię Saudyjską a 42 w Izrael. W styczniu i lutym 1991 roku.
Największym osiągnięciem taktycznym Al Hussein było zniszczenie koszar wojskowych USA w Dhahran w Arabii Saudyjskiej 25 lutego 1991 roku. Atak spowodował śmierć 28 żołnierzy, a 110 zostało rannych, głównie rezerwistów z Pensylwanii. Jedna z jednostek uczestniczących w tym incydencie, 14 kwatera kwatermistrza, specjalizująca się w oczyszczaniu wody, poniosła największe straty wśród żołnierzy amerykańskich rozmieszczonych w Zatoce Perskiej, a 81% żołnierzy zostało zabitych lub rannych.
Niepowodzenie systemu Patriot w śledzeniu irackiego pocisku nad Dhahranem było spowodowane brakiem zasięgu radaru, z powodu ciągłego używania oprogramowania przez ponad 100 godzin bez resetowania, w rezultacie system patriot nie zadziałał.
Tylko 10 z 46 Al Hussein wystrzelonych w Arabii Saudyjskiej spowodowało znaczne szkody. Trafienia wywołały dwie eksplozje w amerykańskich bazach wojskowych (w tym w koszarach wojskowych w Dhahran), jedną w budynku rządowym Arabii Saudyjskiej, a pozostałe siedem w obiektach cywilnych. Oprócz żołnierzy amerykańskich władze saudyjskie zgłosiły śmierć jednego ochroniarza i około 70 rannych cywilów w wyniku uderzenia pocisku.
Trzydzieści osiem z 42 pocisków wycelowanych w Izrael wylądowało w granicach tego kraju; pozostałe cztery spadły na obszar Zachodniego Brzegu Morza Martwego. Chociaż tysiące domów i mieszkań zostało uszkodzonych w wyniku ostrzału, tylko dwie osoby zmarły bezpośrednio w wyniku uderzeń. Kolejnych 12 straciło życie z przyczyn pośrednich (uduszenie podczas noszenia masek przeciwgazowych i zawałów serca). Zagrożenie ze strony Al Husseina i innych pocisków R-17 zmusiło siły powietrzne koalicji do przekierowania 40% misji na polowanie na wyrzutnie wraz z pojazdami wsparcia i zaopatrzenia. Z tego powodu wojna naziemna została przełożona o tydzień.
Koalicja podjęła kompleksowe i ukierunkowane wysiłki w celu zlokalizowania i zniszczenia pocisków oraz ich wyrzutni, operację tę nazwano: „Polowanie Na SCUDY”.
Początkowo uważane za praktycznie nieistotny element kampanii, mobilne wyrzutnie pocisków R-17 (SCUD-B) i Al Hussein, wkrótce okazały się liczniejsze niż się spodziewano i znacznie trudniejsze do wyeliminowania z powodu umieszczenia na pojazdach kołowych typu Maz 543. Szybko zebrano połączone siły powietrzne, uderzeniowe i specjalne (SOF) i przydzielano im misje polowania na pociski balistyczne w Iraku. Polowania odbywały się przy użyciu samolotów A10 Thunderbolt II i F-15E Strike Eagle.
Badanie podczas działań operacyjnych przeciw pociskom balistycznym w operacji Pustynna burza dostarcza wystarczających dowodów na to, że Siły Specjalne, współpracując z powietrznymi siłami specjalnymi i  lotnictwem, mogą stanowić najbardziej skuteczne narzędzie w walce z tym zagrożeniem.

## Wersje AL Hussein

### AL-Hussein/al husayn
Podstawowa wersja Al Hussein powstała przez zmodernizowanie i ulepszenie  r17 NATO (SCUD B). Rakieta ma zasięg 648 km (400 mil), rakieta z pełnym wyposażeniem waży 6400 kg, ma 11,50 lub 12,46 metra (w zależności od źródeł informacyjnych) i szerokości 0,88 metra. Miał głowice o wadze 500 km lub 1102 funtów, rozrzut dochodzi do 1000 metrów (3,14 km²).
Rodzaje głowic:
- wybuchowa
- chemiczna
- biologiczna
- jądrowa

### AL Hirara
Według niepotwierdzonych informacji z października 1990 roku Irak produkował odmianę Al Hussein przeznaczoną do użycia przeciwko szybom naftowym. Al Hijara uwolniłyby chmury trującego dymu, które zabiłyby personel na ziemi, rakieta powodowała też zapłon studni naftowych. Była też wersja z betonową głowicą do umocnionych celów np. schronów atomowych.
Rodzaje głowic:
- z trującym gazem
- z głowicą betonową

### Al Abbas
Była rozszerzoną wersją Al Husseina o zasięgu 750 km do nawet 900 km. Zawiera nową trzyskładnikową mieszankę paliwa. W 1988 roku uruchomiono tylko jeden prototyp. I od tego czasu nic się nie zmieniło, myślano wtedy, że program Irackich pocisków będzie trwał 20 lat, ale Irak spotkały 2 wojny jedna w 1991 a druga w 2003 roku.
Rodzaje głowic prawdopodobnie takie same jak w Al Husseinie. Wyprodukowano również wariant Al Hussein znany jako Al Husajn Short.

## Podsumowanie
Zgodnie z warunkami zawieszenia broni z marca 1991 roku, Potwierdzonymi rezolucją 687 Rady Bezpieczeństwa ONZ, powołano komisję (UNSCOM), która ma zapewnić zawieszenie irackiego programu rakietowego. Pozwolono im jedynie na zakup lub produkcję pocisków o zasięgu nie dłuższym niż 150 km.
Pod koniec wojny (1 wojny w zatoce perskiej) rząd iracki ogłosił, że w swoim arsenale ma tylko 61 Al Husseina inne pociski balistyczne. Broń ta została zniszczona pod nadzorem UNSCOM. Proces ten został zakończony w lipcu 1991 roku. Zachodnie mocarstwa były jednak podejrzliwe w obce Iraku i podejrzewały, że armia iracka mogła ukryć aż 200 pocisków.
W 1996 roku UNSCOM utrzymywał, że Irak wciąż ukrywa od sześciu do szesnastu ulepszonych pocisków r 17 (NATO SCUD-B) potencjalnie zdolnych do przenoszenia głowic chemicznych lub biologicznych.
Te pociski wymykały się inspektorom UNSCOM, a także 20 głowic rakietowych dalekiego zasięgu wyprodukowanych przed 1991 roku specjalnie do przenoszenia broni biologicznej. W 1996 roku UNSCOM doszedł do wniosku, że Irak wyprodukował miejscowo 80 pocisków podobnych do R-17 tym samym podważając ogólnie ustaloną liczbę przez UNSCOM (po przegranej wojnie o złoża Kuwejckiej ropy naftowej, na Irak zostały nałożone ograniczenia odnośnie do posiadania pocisków balistycznych dalekiego zasięgu i ich produkcji) dotyczącą oryginalnych spisów rakiet w Iraku. Zespoły UNSCOM odwiedzające w 1996 roku Irak nie były w stanie zlokalizować ukrytych pocisków, ale UNSCOM nadal badało metody ukrywania pocisków Al Hussein i R-17 w Iraku.
W połowie 1996 roku dezerter który był oficerem armii Iraku powiedział, że wierzy iż „Saddam Husajn zachował około 40 pocisków typu SCUD-B. Po tym, jak UNSCOM niechętnie wycofał się z Iraku”. Niektórzy oszacowali w 1998 roku, że Irak może wznowić produkcję rakiet Al Hussein w ciągu jednego roku.
W białej księdze Stanów Zjednoczonych z roku 1998: Irak utrzymał niewielką ilość rakiet typu R-17 i mógł złożyć Al Hussein, integrując oryginalne systemy kierowania i kontroli pocisku, ukryte przed UNSCOM z częściami produkowanymi w Iraku.
W lutym 2000 roku Uzi Rubin, członek izraelskiej Rady Bezpieczeństwa Narodowego i były szef izraelskiego programu obrony przeciwrakietowej Homa, twierdził, że Irak ma 50 pocisków Al Hussein, a 24 lutego 2000 roku, że reżimowi Saddama Husajna udało się ukryć pociski, które mogą zostać rozmieszczone w krótkim czasie na stanowiskach bojowych.
Irakijczycy skorzystali z postanowień zawieszenia broni, opracowując dwa rodzaje pocisków balistycznych krótkiego zasięgu, Ababil-100 i Al-Samoud, które były w fazie eksperymentalnej w momencie inwazji na Irak w 2003 roku.
Projekty te wchodziły w skład casus beli podniesionego przez amerykańską administrację w tym przez 43 prezydenta USA George Walker Bush, przeciwko Saddamowi Husajnowi (przywódcy Iraku).